# Вулиця Сім'ї Ідзиковських
Ву́лиця Сім'ї Ідзиковських — вулиця в Солом'янському районі міста Києва, місцевість Чоколівка. Пролягає від Севастопольської площі до Волинської вулиці.
Прилучаються проспект Повітряних Сил, Донецький провулок і вулиця Володимира Сікевича.

## Історія
Вулиця виникла на початку XX століття за назвою Центральна — це була одна з перших вулиць на Чоколівці, пролягала у центрі поселення. На німецькій карті 1918 року позначена як Миколаївська. З 1963 року мала назву вулиця Михайла Мишина, на честь радянського партійного діяча, секретаря Київського обкому КП(б)У, члена штабу оборони Києва Михайла Мішина, що загинув 1941 року під час оборони Києва.
Сучасна назва на честь Леона, Герсилії та Владислава Ідзиковських, родини українських і польських книговидавців, власників видавничої фірми «Л. Ідзіковський» — з 2016 року.

## Установи та заклади
- Медичний центр «Добробут» (буд. 3)
- Музична школа № 33 (буд. № 25)
- Гуртожиток № 4 Київського національного лінгвістичного університету (буд. № 15/17)

## Меморіальні та анотаційні дошки
- буд. № 1/52 — анотаційна дошка М. П. Мишину, ім'я якого в радянські часи носила вулиця.
- буд. № 23 — анотаційна дошка М. П. Мишину, ім'я якого в радянські часи носила вулиця.

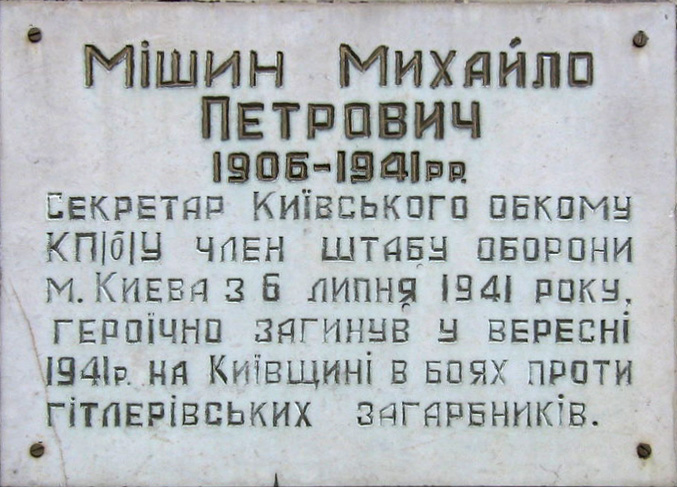
Анотаційна дошка на будинку № 1/52 зі старою назвою вулиці